# Jonas Eriksson (Biathlet)
Erik Jonas Eriksson (* 21. Dezember 1970 in Karlstad) ist ein früherer schwedischer Biathlet.
Jonas Eriksson lebt und trainierte in Torsby, wo er auch für den dort ansässigen Verein Skidklubben Bore startete. Der Trainer begann 1988 mit dem Biathlonsport. Seit Anfang der 1990er Jahre startete er im Biathlon-Weltcup. Erstes Großereignis wurden die Biathlon-Weltmeisterschaften 1991 in Lahti, wo er 54. des Einzels und 65. des Sprints wurde. Es dauerte bis 1995, dass er erneut in Antholz an einer WM teilnahm und 26. des Einzels, 66. des Sprints und mit Ulf Johansson, Mikael Löfgren und Fredrik Kuoppa Sechster des Staffelrennens wurde. Die Saison 1995/96 brachte mit Rang 18 bei einem Einzel in Osrblie das beste Weltcupergebnis des Schweden. Beim Saisonhöhepunkt, den Biathlon-Weltmeisterschaften 1996 in Ruhpolding, wurde Eriksson 29. des Einzels, 34. des Sprints und mit Rickard Noberius, Tord Wiksten und Kuoppa Staffel-Neunter. 1997 in Osrblie kamen ein 44. Platz im Sprint und ein 32. Rang im Verfolgungsrennen hinzu. Letztes Großereignis sowie Karrierehöhepunkt- und internationaler Abschluss wurden die Olympischen Winterspiele 1998 in Nagano. Bei den Wettbewerben in Nozawa Onsen belegte er im Staffelrennen mit Löfgren, Wiksten und Kuoppa den zehnten Platz. National gewann Eriksson noch bei den Schwedischen Meisterschaften 2010 in Tätort mit der Staffel von Bore Biathlon die Bronzemedaille.

## Biathlon-Weltcup-Platzierungen
Die Tabelle zeigt alle Platzierungen (je nach Austragungsjahr einschließlich Olympische Spiele und Weltmeisterschaften).
- 1.–3. Platz: Anzahl der Podiumsplatzierungen
- Top 10: Anzahl der Platzierungen unter den ersten zehn (einschließlich Podium)
- Punkteränge: Anzahl der Platzierungen innerhalb der Punkteränge (einschließlich Podium und Top 10)
- Starts: Anzahl gelaufener Rennen in der jeweiligen Disziplin
- Staffel: inklusive Mixed-Staffel

| Platzierung                                              | Einzel | Sprint | Verfolgung | Massenstart | Team | Staffel | Gesamt |
| -------------------------------------------------------- | ------ | ------ | ---------- | ----------- | ---- | ------- | ------ |
| 1. Platz                                                 |        |        |            |             |      |         |        |
| 2. Platz                                                 |        |        |            |             |      |         |        |
| 3. Platz                                                 |        |        |            |             |      |         |        |
| Top 10                                                   |        |        |            |             |      | 5       | 5      |
| Punkteränge                                              | 2      | 2      |            |             | 1    | 5       | 10     |
| Starts                                                   | 18     | 26     | 3          |             | 1    | 5       | 53     |
| Stand: Karriereende, Daten möglicherweise nicht komplett |        |        |            |             |      |         |        |